# Louis Nicolas Davout

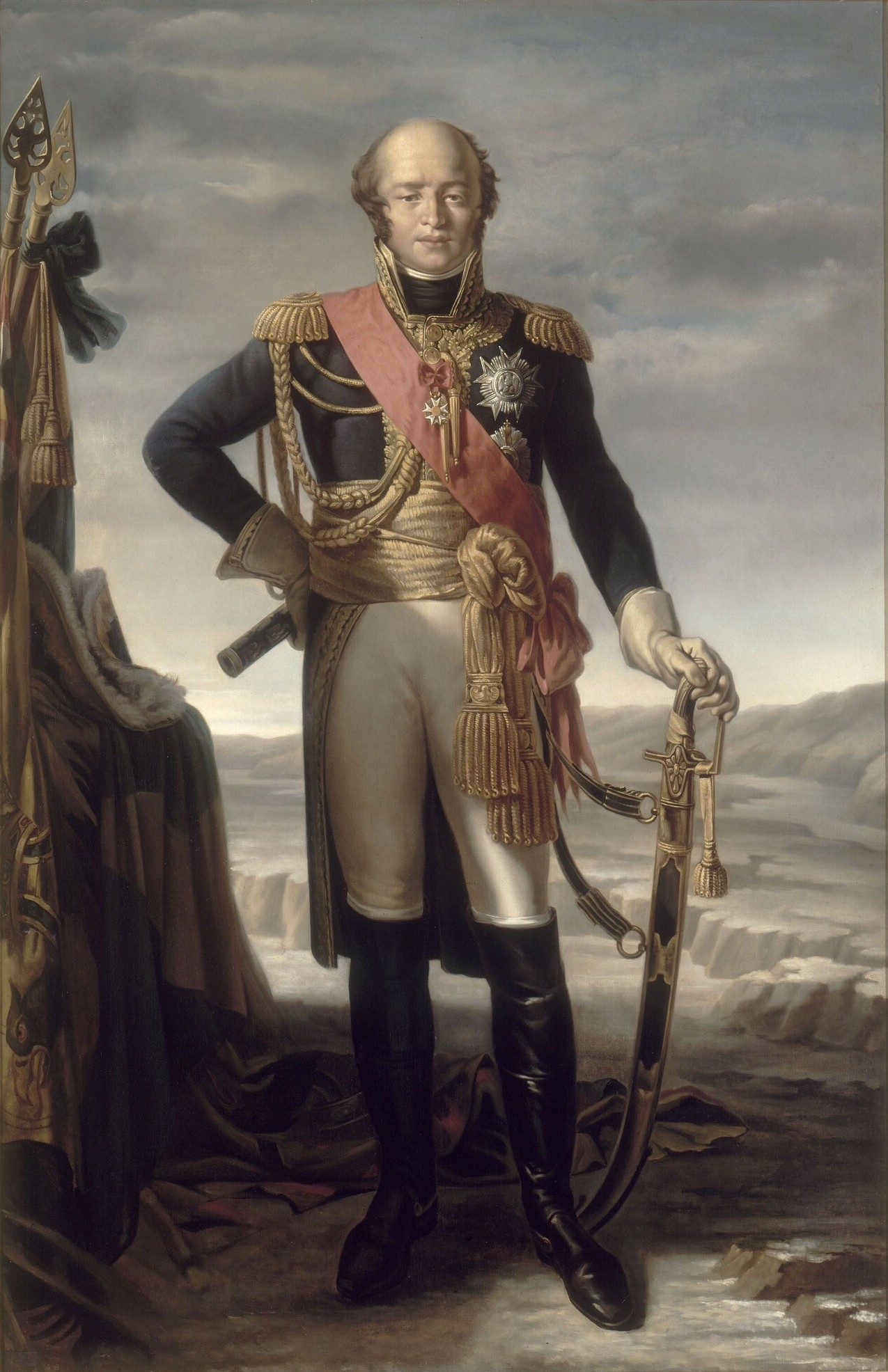
Louis Nicolas Davout

Louis Nicolas Davout (ook: Davoust), als duc de l'Empire 1e hertog van Auerstedt, en als prince de l'Empire 1e prins van Eckmühl (Annoux, 10 mei 1770 – Parijs, 1 juni 1823), was een Frans militair, politicus en maarschalk van Frankrijk. Davout stond bekend om het handhaven van een strenge discipline, en had als bijnaam IJzeren Maarschalk. In 1815 was hij de enige napoleontische maarschalk die nog nooit verslagen was.

## Biografie
Davout werd geboren als telg van een verarmde adellijke familie. De Davouts (aanvankelijk d'Avoust maar na de revolutie geschreven als Davout dat minder adellijk overkwam) leverden al zeer lang militairen aan het Franse leger. Davout kwam als sous-lieutenant onder de wapenen in 1788. Hij was een voorstander van de Franse Revolutie en werd bataljonscommandant in een vrijwilligersleger in een van de militaire campagnes van 1792 onder generaal Charles-François Dumouriez. Davout onderscheidde zich in de Slag bij Neerwinden in het voorjaar daarop. Net nadat hij gepromoveerd was tot brigadegeneraal werd hij echter uit actieve dienst gehaald omdat hij van adel was. Toch nam Davout deel aan de campagnes van 1794-1797 bij de Rijn, en begeleidde hij Desaix bij de Egyptische expeditie onder Napoleon Bonaparte. Hij vocht in 1799 mee in de Slag bij Aboekir.

### Napoleon
Bij zijn terugkeer naar Frankrijk diende hij in de Slag bij Marengo onder Napoleon. Napoleon was onder de indruk van zijn militaire kwaliteiten. Hij promoveerde Davout tot divisiegeneraal, en gaf hem in 1801 het commando over de Consulaire Garde. Bij de troonsbestijging van Napoleon als keizer werd Davout tot maarschalk van Frankrijk benoemd en werd hij bevelhebber van het Derde Legerkorps van de Grande Armée. Bij de Slag bij Austerlitz ving dit legerkorps onder Davout, na een geforceerde mars van meer dan 84 uur de hardste aanvallen van de geallieerden op. Tijdens de Slag bij Auerstadt overwon Davout met zijn ene korps op haast ongeëvenaarde wijze het volledige Pruisische leger (63 000 tegen 28 000).
Davout nam in 1807 deel aan de Slag bij Eylau en de Slag bij Friedland. Napoleon stelde hem bij het eindigen van de oorlog in de Vrede van Tilsit aan als gouverneur-generaal in Warschau. Ook kreeg Davout in 1808 de titel hertog van Auerstadt. In de oorlog van het jaar daarop diende hij in militaire campagnes die leidden tot de Slag bij Eckmühl en onderscheidde hij zich in de Slag bij Wagram. Voor zijn verdiensten verkreeg Davout de titel prins van Eckmühl. Davout kreeg de opdracht om als opziener te dienen voor het korps voor de observatie van de Elbe. Deze taak behelsde in werkelijkheid echter het voorbereiden van invasie van Rusland in 1812. Tijdens deze campagne had Davout het bevel over het Eerste Legerkorps (70 000 man) en hij versloeg met dat korps de Russen in de Slag bij Mohilev. Na de nederlaag van Napoleons leger in Rusland kreeg Davout de opdracht om Hamburg te verdedigen, een in militair opzicht weinig versterkte en bovendien slecht bevoorrade stad. Op 30 mei 1813 trok hij de ervoor door generaal Tettenborn bezette stad Hamburg in en legde haar als straf voor haar verzet tegen Frankrijk een geldboete van 48 miljoen frank op, die hij ook grotendeels met meedogenloze hardheid incasseerde. Op 5 november liet hij het hele vermogen van de Bank van Hamburg (7.489.343 mark) in beslag nemen. Tegen het einde van het jaar verdreef hij meer dan 20.000 mensen uit de stad. De woningen van meer dan 8.000 inwoners werden afgebrand en meerdere burgers die verzet gepleegd hadden, werden gedood.
Pierre Maufroy zou Delfzijl verdedigen, om een landing van de Engelsen op de oevers van de Eems te voorkomen, en Davout een veilige aftocht naar Frankrijk te garanderen. Davout hield echter stand totdat Lodewijk XVIII hem in 1814 beval de stad te verlaten na de eerste troonsafstand van Napoleon.

### Honderd dagen
Bij de Honderd Dagen van Napoleon werd Davout benoemd tot minister van Oorlog. In deze positie reorganiseerde hij het Franse leger, zo ver de tijd dit toeliet. In deze functie, en met het oog op de toekomst na de veldtocht, hield Napoleon hem in Parijs tijdens de Slag bij Waterloo. Deze beslissing, om zijn meest capabele maarschalk niet in te zetten aan het front, is later veel bekritiseerd. Wat Davout als commandant in die campagne had kunnen bereiken, is uiteraard niet meer dan speculatie en bovendien kon Napoleon bij gebrek aan financiële middelen de oorlog tegen alle Europese grootmachten toch niet lang meer volhouden. Had Napoleon in Waterloo gewonnen, dan zou dit slechts een pyrrusoverwinning zijn geweest. Davout werd gedwongen op 3 juli 1815 de capitulatie van Parijs te tekenen.

### Restauratie
Bij de Restauratie van de Bourbons verloor hij zijn titels en rang. In 1817 werden hem deze weer teruggegeven. Davout werd daarna nog verkozen tot burgemeester van Savigny-sur-Orge in 1822 tot zijn dood in 1823. Zijn zoon Louis-Napoléon was ook burgemeester van diezelfde stad van 1843 tot 1846.

## Beoordeling
Davouts militaire persoonlijkheid werd vaak omschreven als hardvochtig, op het randje van het dictatoriale en overdreven stipt. Hij was een man die erg hamerde op discipline, en dit ook van al zijn troepen verlangde. Dankzij deze eigenschap was zijn korps vaak een van de best toegeruste in Napoleons leger. Davout bleef Napoleon altijd trouw, zelfs nadat deze naar Elba was verbannen. Kenmerkend aan hem was zijn gouden brilletje. Hij was de enige toen bekende militair in het napoleontische leger die openlijk een bril droeg, ook aan het front. Dit ronde gouden brilletje gaf hem het imago van een kamergeleerde maar Davout onderschatten als militair was alleen maar verder in zijn voordeel.